# Мирадине (станція)
Мирадине (біл. Мірадзіна) — станція Могильовського відділення Білоруської залізниці в Бобруйському районі Могильовської області. Розташована в селі Мирадине; на лінії Жлобин — Осиповичі I, поміж зупинним пунктом Киселевичі і зупинним пунктом Бібківщина.